# Haplolepis
Haplolepis è un genere di pesci ossei estinti, appartenente agli aplolepiformi. Visse nel Carbonifero superiore (circa 311 - 306 milioni di anni fa) e i suoi resti fossili sono stati ritrovati in Nordamerica.

## Descrizione
Questo pesce era di piccole dimensioni, e generalmente non superava di molto i cinque centimetri di lunghezza. Possedeva un corpo snello e allungato, terminante in una testa ampia e alta, dal muso arrotondato ma leggermente appuntito. Gli occhi erano molto grandi. La mandibola era più sottile rispetto a quella di altri aplolepiformi. La pinna dorsale era alta e stretta, posta nella parte posteriore del corpo, quasi opposta alla pinna anale di forma e dimensioni simili. Le pinne pettorali erano strette e allungate, leggermente più grandi delle pinne ventrali, anch'esse strette. Il lobo superiore della pinna caudale era ricoperto di scaglie fin quasi alla sommità, al contrario di quanto avveniva in altri aplolepiformi. Le scaglie erano rettangolari e disposte in file regolari, e nella zona dell'asse longitudinale del corpo erano molto più alte rispetto alle altre zone del corpo. Il margine posteriore del tetto cranico non era incavato, mentre le ossa extrascapolari e post-temporali erano decisamente modificate e non si incontravano nella linea mediana del corpo, come invece avveniva nell'affine Parahaplolepis. Non era presente una linea laterale in posizione ventrale. 

## Classificazione
Haplolepis è il genere tipo degli aplolepiformi, un gruppo di pesci attinotterigi arcaici ma molto specializzati, di piccole dimensioni e tipici del Carbonifero. La specie tipo è Haplolepis corrugata, nota per vari esemplari provenienti dalla località di Linton in Ohio, in terreni risalenti alla fine del Carbonifero. La storia tassonomica del genere Haplolepis e delle specie a esso attribuite è lunga e confusa; inizialmente i fossili vennero descritti nel 1856 da Newberry, che propose l'istituzione di otto specie del genere Mecolepis: M. corrugatus, M. tuberculatus, M. granulatus, M. lineatus, M. ovoideus, M. ornatissimus, M. insculptus e M. serratus. Lo stesso Newberry, l'anno seguente, istituì il genere Eurylepis per accogliere tutte queste specie, poiché il genere Mecolepis era già stato utilizzato per descrivere un altro animale. La stessa sorte toccò al genere Eurylepis nel 1892, e Miller istituì a quel punto il genere Haplolepis. Di tutte le specie precedentemente attribuite al genere Haplolepis, attualmente una sola è ritenuta valida, la specie tipo Haplolepis corrugata. Le altre sono state attribuite ad altri generi di aplolepiformi (Microhaplolepis, Parahaplolepis) o considerate non valide tassonomicamente. La specie H. attheyi, proveniente dal Carbonifero superiore dell'Inghilterra, potrebbe anch'essa essere affine a Parahaplolepis.

## Paleoecologia
Haplolepis era un piccolo pesce di acqua dolce, probabilmente di abitudini gregarie.